# ريجينالد بريت، فيكونت إشر الثاني
ريجينالد باليول بريت، فيكونت إشر الثاني، الحاصل على الوسام الملكي الفكتوري ووسام باث للفروسية والعضو في المجلس الخاص للمملكة المتحدة والذي شغل منصب نائب ملازم (منذ 30 يونيو من عام 1852 وحتى 22 يناير من عام 1930)، مؤرخ وسياسي ليبرالي في المملكة المتحدة، على الرغم من أنه قد أثر على الشؤون العسكرية والخارجية بشكل أكبر باعتباره أحد رجال البلاط الملكي، كعضو في اللجان العامة و «والمستشار» وراء الكواليس، أو صانع القرار ببساطة.

## مسيرته كرجل بلاط و«مستشار»

### خلفيته وتعليمه
كان ريجينالد -والمعروف باسم ريجي في طفولته-نجل ويليام باليول بريت، فيكونت إشر الأول وأوجيني ماير (منذ عام 1814 وحتى عام 1904). وُلدبريت في إيشر في لندن -ويُذكر أنه جلس على حضن رجل عجوز يعزف على الكمان لماري أنطوانيت- وتلقى تعليمه في كلية إيتون وكلية الثالوث في كامبريدج. تسلم مفوضية إحدى الميليشيات بعد انتهاء دراسته في كامبريدج. تميز والده -الذي كان أصبح لاحقًا النائب العام في وزارة دزرائيلي الأولى (1868)- بدعمه لدزرائيلي الذي ربح خلال مناقشة قانون الإصلاح لعام 1867. عُين ويليام باليول بريت قاضيًا في محكمة الاستئناف في عام 1868، وأصبح رئيسًا لقضاة الاستئناف في عام 1876، كما أصبح رئيس محكمة الاستئناف في عام 1883. رقاه رئيس الوزراء روبرت سيسل لورد سالزبوري إلى منزلة النبلاء ليصبح بارون إشر بعد أن كان قاضيًا متميزًا. أُنشئ منصب فيكونت إشر لأول مرة بعد تقاعده من منصب رئيس محكمة الاستئناف في عام 1897. كانت والدة بريت مهاجرةً فرنسيةً وصلت إلى إنجلترا بعد أن طُردت من فرنسا بسبب دعمها لبونابرت. تبنى جون جوروود سكرتير دوق ولنغتون والدة بريت أوجيني ماير. كانت جيجوني الشهيرة التي أُسرت في رواية كونينغسبي لدزرائيلي. التقى الزوجان اللذين عاشا حياةً زوجيةً هنيئةً في مجموعة توري الرومانسية البوهيمية التي اجتمعت في منزل لونغليت وفي منزل مضيفة المجموعة الليدي بليسينغتون.
درس بريت على يد المعلم وليام جونسون كوري الذي أثر به في كلية إيتون، من الجدير بالذكر أن كوري قد درّس أرشيبالد بريمروز لورد روزبيري ورئيس الوزراء اللاحق، بالإضافة إلى العديد من أفراد صفوة المجتمع. درّس روزبيري مزيج مثالي من المعلمين مثل الشاعرين الرومانسيين ويليام ووردزوورث وصامويل تايلر كولريدج، والفيلسوف الليبرالي جون ستيوارت مل، والكيميائي غوتفريد لايبنتس، والموسيقي فولفغانغ أماديوس موزارت، بالإضافة إلى جيرمي بنثام، ما أثر فكريًا بشكل إيجابي على ريجي الشاب. تأثر بريت بشدة بوليام هاركورت المحامي المتشدد والسياسي وأستاذ القانون الدولي بعد ارتياده كلية ترينيتي في كامبريدج. هيمنت لمسة هاركورت على غرف منزل بريت ونمط حياته في كامبريدج. قدم والد بريت ابنه إلى لجنة ألبرت غراي، على الرغم من النزاع طويل الأمد مع الجنرال تشارلز غراي، حارس الملكة. قُبل بريت في جمعية الرسل، المكرسة لدراسة فلسفات الإلحاد الأوروبية الناشئة؛ كان أدباء الليبرالية الأرستقراطية فرانك وجيرالد ويوستاس بلفور وفريدريك وآرثر مايرز وهالام وليونيل تينيسون وإدموند غورني وسامويل هنري وجون جورج بتشر من أعضاء هذه الجمعية. كاد بريت أن يتحول من الكاردينالية النيومانية إلى القداس الأعلى في أيام الأحد في لندن. ضمت حركة أكسفورد المؤرخين جون سيدغويك وفريدريك وليم ميتلاند، الذين أثرا بشكل عميق ومتماثل على منحة شبابه الدراسية.